# Драгун, Шамейн
Шарме́йн Ма́ргарет Драгу́н (англ. Charmaine Margaret Dragun; 21 марта 1978, Перт, Западная Австралия, Австралия — 2 ноября 2007, Сидней, Новый Южный Уэльс, Австралия) — австралийская телеведущая и журналистка. Вместе с Тимом Уэбстером она была регулярной ведущей новостей «Ten Eyewitness News».
Страдая от биполярных расстройств и нервной анорексии последние 11 лет своей жизни, 29-летняя Шармейн совершила самоубийство 2 ноября 2007 года за 4 месяца до своей планируемой свадьбы с Саймоном Стратерсом.